# Ngareanak
Ngareanak is een bestuurslaag in het regentschap Kendal van de provincie Midden-Java, Indonesië. Ngareanak telt 2363 inwoners (volkstelling 2010).